# Dhaturu, Alur
Dhaturu là một làng thuộc tehsil Alur, huyện Hassan, bang Karnataka, Ấn Độ.